# Pedrezuela
Pedrezuela település Spanyolországban, Madrid tartományban. Pedrezuela El Molar, San Agustín del Guadalix, Colmenar Viejo, Guadalix de la Sierra és El Vellón községekkel határos. Lakosainak száma 6467 fő (2024).

## Népesség
A település népessége az utóbbi években az alábbiak szerint változott:
| Lakosok száma | 1613 | 2299 | 3333 | 4224 | 5020 | 5119 | 5613 | 5892 | 6307 | 6467 |
|               | 2001 | 2004 | 2007 | 2009 | 2012 | 2014 | 2017 | 2019 | 2022 | 2024 |